# Jaime del Burgo Torres
Jaime del Burgo Torres (Pamplona, 11 de noviembre de 1912-ibíd., 23 de octubre de 2005) fue un bibliólogo y bibliógrafo, además de escritor e historiador español con amplia actividad política especialmente durante la Segunda República española y la Guerra civil siendo un miembro del tradicionalismo navarro y formando parte del Requeté. Profesionalmente, habiendo obtenido en mayo de 1936, por oposición, plaza en el Archivo General de Navarra, destacó como  Director de la Red de Bibliotecas de Navarra (1939-1982) y como delegado provincial, durante el franquismo, del Ministerio de Información y Turismo (1950-1965) y luego como Director de Turismo, Bibliotecas y Cultura Popular de la Diputación Foral de Navarra (1964-1982). Fue académico correspondiente de la Real Academia de la Historia. Como político fue brevemente teniente de alcalde del ayuntamiento de Pamplona (1942-1943). Era padre del político Jaime Ignacio del Burgo y abuelo del empresario Jaime del Burgo Azpíroz.

## Biografía
Nacido en una familia de tradición carlista, era hijo de Eusebio del Burgo Pascual y de Paula Torres Jacoisti, naturales de Pamplona. Su padre había tenido que emigrar a México por necesidad laboral y, estando allá, participó como cristero durante la "Cristiada" de finales de la década de 1920. En 1930, de regreso a España, Del Burgo estudió en la Escuela de Comercio de Pamplona. Posteriormente ejercería como profesor de mercantil en Pamplona y en Bilbao.
Se casó el 12 de febrero de 1939 con Mercedes Tajadura Goñi de cuyo matrimonio nacieron dos hijas, Mercedes y María Antonia, y un hijo, Jaime Ignacio.

## Trayectoria política

### Primeros años y Segunda República
En 1930 fue secretario de la Juventud Jaimista de Pamplona. Tras instaurarse la Segunda República, desde los primeros momentos estuvo ligado a acciones ilegales y de carácter militarista. Fue fundador y presidente (1930-1936) de la Agrupación Escolar Tradicionalista (AET) de Pamplona. Su idea sobre el papel a jugar del activismo callejero preconizaba una visión similar a la acción directa del fascismo. Obtuvo el grado de teniente de requetés en la academia clandestina del Círculo Carlista de Pamplona. También recibió entrenamiento en la Italia de Benito Mussolini. Fundó y dirigió las publicaciones La Esperanza (1931) y A.E.T. (1934), además de colaborar con El Pensamiento Navarro. Escribió artículos de prensa contra la República mientras ayudaba a organizar el Requeté en el seno del carlismo. Participó en enfrentamientos callejeros en las calles de Pamplona contra los republicanos. En sus artículos en la prensa carlista combatía a los socialistas en términos similares a los que éstos utilizaban en sus publicaciones.
Dentro de las tres grandes corrientes existentes entonces en la Comunión Tradicionalista, Jaime del Burgo estaba situado en la órbita del llamado cruzadismo y el posterior carloctavismo, que se caracterizaba tanto por su oposición a cualquier aproximación a Don Juan de Borbón como por sus enfrentamientos con las otras dos: los integristas y alfonsinos, y los oficialistas de la Junta Suprema que presidía el conde de Rodezno.
Como gran parte del arco político navarro de la época, Jaime del Burgo y sus compañeros de la AET de Pamplona asumían la identidad vasca de Navarra, que no encontraban contradictoria con su entusiasta españolismo, como consta en sus escritos. Igualmente desconfiaban de la obsesión antivasquista de Víctor Pradera, político tradicionalista que en 1919 había seguido la escisión mellista y que por entonces presidía el Consejo de Cultura de la Comunión Tradicionalista, ya que como señalaba el propio Del Burgo en una carta de octubre de 1932: «¿no será ese exceso de antinacionalismo… producto de algo… demasiado centralista?… Aquello de Por Navarra, para España se me hace un poco sospechoso». No obstante, Jaime del Burgo se oponía a la integración tanto de Navarra como de Álava en lo que desde la revista a.e.t. llamaba «engendro nacionalista de Euzkadi».
Jaime del Burgo se destacó también por su radicalismo social, llegando a tener importantes choques con la dirección de la Comunión Tradicionalista; así, por ejemplo, en un mitin celebrado en Lumbier proclamaría, para escándalo de otros sectores tradicionalistas, que «no debemos consentir que mientras nosotros defendemos al Cristo, otros cuelguen de él sus zacutos y así nosotros, por defender al Cristo, acabamos defendiendo sus zacutos».

### Guerra Civil
Cuando se inició la Guerra Civil fue voluntario, capitán en el Tercio del Rey, siendo uno de los integrantes de la columna García Escámez que partió en la noche del 19 de julio hacia el sur en dirección a Madrid. Al mando del Tercio de Begoña de requetés, participó en la toma de la villa de Guernica y, al correrse el rumor de que varios falangistas se disponían a cortar el árbol de Guernica con hachas, por considerarlo un símbolo del nacionalismo vasco, mandó formar un escuadrón de requetés armados con el que rodeó el árbol e impidió que fuera dañado. Posteriormente fue herido en el cerco de Bilbao. No se reconocen especiales acciones durante el resto de la guerra.
Del Burgo fue acusado, en la séptima edición del libro Navarra 1936. De la Esperanza al Terror de haber asesinado a una persona en los primeros días de la Guerra Civil. En el libro, Francisco Inza Goñi relata cómo su padre Francisco Inza Arbizu le había contado que fue testigo del asesinato de alguien que llamaban Lozano por parte de Del Burgo:

Mi padre se llamaba Francisco Inza Arbizu y era interventor de la Vasconia. Era republicano y fue depurado por ello. Siempre contaba que en el primer día del Alzamiento iba por la calle Aralar uno que llamaban Lozano, una persona un poco parada, de una familia muy conocida en Pamplona.
 Iba silbando a la altura de la perrera municipal cuando le echaron el alto.
 Parece que no se dio cuenta y siguió silbando hasta que Del Burgo le soltó un tiro y lo mató allí mismo. Mi padre lo vio.
 Había más testigos y siempre fue de dominio público en Pamplona cómo y quién mató a Lozano.
Francisco Inza Goñi. en Navarra 1936. De la Esperanza al Terror

En el relato de los hechos de Pamplona publicada en Navarra 1936. De la Esperanza al Terror se encuentra Tomás Lozano Ochoa, industrial, de 37 años, que murió el 19 de julio de 1936, día del "Alzamiento" en Navarra.
Sin embargo, este testimonio indirecto ha sido descalificado por Manuel Martorell, periodista e historiador navarro, autor de Jesús Monzón: el líder comunista olvidado por la Historia y coautor de El exilio republicano navarro de 1939. De acuerdo con Martorell, el testimonio de Inza es inverosímil por varias razones: porque Tomás Lozano (no "el Lozano") fue llevado al hospital tras ser tiroteado al no detenerse cuando le echaron el alto; porque, a pesar ser supuestamente tan notoria la participación de Del Burgo, su implicación no apareciera hasta la séptima edición del libro, y no en una de las primeras; y porque el tiroteo de Tomás Lozano, que fue recogido por la prensa al día siguiente, tuvo lugar no en el sitio consignado por Inza, sino en el Pasadizo de la Jacoba, a una hora en la que Del Burgo no se hallaba en Pamplona, pues salió a las 7 de la tarde encuadrado al frente de los requetés de Pamplona en la columna de García Escámez, junto al capitán Carlos Moscoso. Martorell también recoge las manifestaciones de Del Burgo, en el sentido de que nunca había matado a nadie fuera del campo de batalla, así como el hecho de que no denunciase a conocidos dirigentes izquierdistas, como Jesús Monzón, cuando le vio esconderse el 19 de julio de 1936 o cómo permitió que se alistasen en su compañía a militantes izquierdistas, para evitar que fuesen detenidos.
Del Burgo desempeñó temporalmente el cargo de jefe de Requetés de Navarra, desde el 18 de octubre de 1936 hasta al menos el día 27 del mismo mes, por designación del entonces jefe Esteban Ezcurra.

### Franquismo
Del Burgo fue miembro del capítulo supremo de la Hermandad de Caballeros Voluntarios de la Cruz en diciembre de 1939.
Posteriormente en la época del franquismo desempeñó diversos cargos:
- Consejero Permanente de la Institución Príncipe de Viana
- Fundador y director de la Biblioteca General de Navarra (1939-1982)
- Teniente-alcalde del Ayuntamiento de Pamplona de octubre de 1942 a diciembre de 1944.
- Delegado provincial de Comunicaciones y Transportes (marzo de 1943).
- Vicesecretaría de Educación Popular de Falange Española Tradicionalista y de las J.O.N.S (FET y de las JONS) (agosto de 1943) y Consejero Nacional del Movimiento
- Vicepresidente del Real Consejo del Reino de Navarra de la Comunión Católico-Monárquica (carloctavista). (agosto de 1945)
- Delegado Provincial del Ministerio de Información y Turismo (1950-1964)
- Director de la Red de Bibliotecas de Navarra (1939-1982)
- Director de Turismo, Bibliotecas y Cultura Popular de la Diputación Foral de Navarra (1964-1982)
- Director de la Escuela de Artes y Oficios de Pamplona.
- Académico de la Real Academia de la Historia

Fue consejero nacional del Movimiento en representación de las provincia de Navarra y también procurador de las Cortes franquistas.

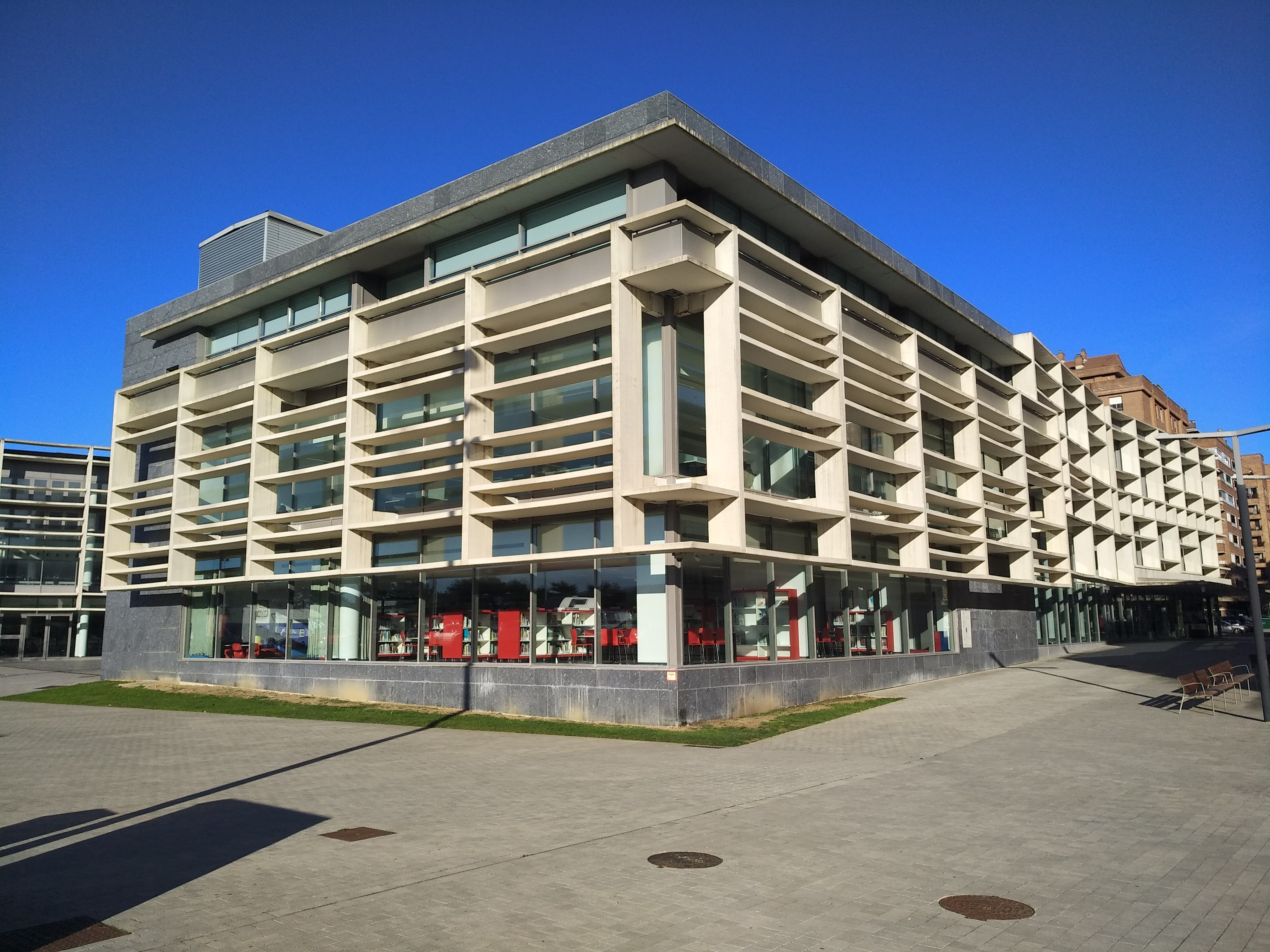
Sede actual de la Biblioteca y Filmoteca de Navarra en el Paseo Antonio Pérez Goyena de Pamplona.

## Trayectoria cultural

### Biblioteca General de Navarra y la Red de Bibliotecas Públicas de Navarra
En 1939 crea la Biblioteca General de Navarra entregando el carné número 1 al jesuita y bibliófilo, Antonio Pérez Goyena. La primera sede se ubicó en la planta baja del edificio ocupado por el Consejo Foral Administrativo de Navarra. Diez años más tarde, en 1950, pone en funcionamiento de las dos primeras bibliotecas públicas en Alsasua y en Miranda de Arga. El 29 de mayo de 1960 se crea la Red de Bibliotecas Públicas de Navarra aprobado por la Diputación Foral de Navarra el 12 de agosto. Funcionando primeramente con personal voluntario de cada lugar, conoce en 1974 una reorganización con el fin de profesionalizar el servicio buscando una estabilidad laboral para los empleados. Se nombró a Lorenzo Otazu Ripa la gestión y reorganización de la red y en 1979, por oposición, obtiene la dirección de la Biblioteca General. También fue decisiva la colaboración de Ignacio Larequi.
Del Burgo presidió el comité organizador, del 5 al 10 de octubre de 1970 del III Congreso Nacional de Archivos y el IV de Bibliotecas celebrados en Pamplona con el apoyo del alcalde Miguel Javier Urmeneta. Para entonces ya existían bibliotecas en las cabeza de merindad de toda Navarra (Pamplona, Sangüesa, Estella, Olite y Tudela). También durante este evento se inaugura la Biblioteca de San Pedro, en el barrio de la Rochapea, siendo su primer bibliotecario José María Jimeno Jurío.

## Obras
Además de numerosos artículos en revistas como Príncipe de Viana, entre sus libros cabría enumerar temáticamente algunos como:

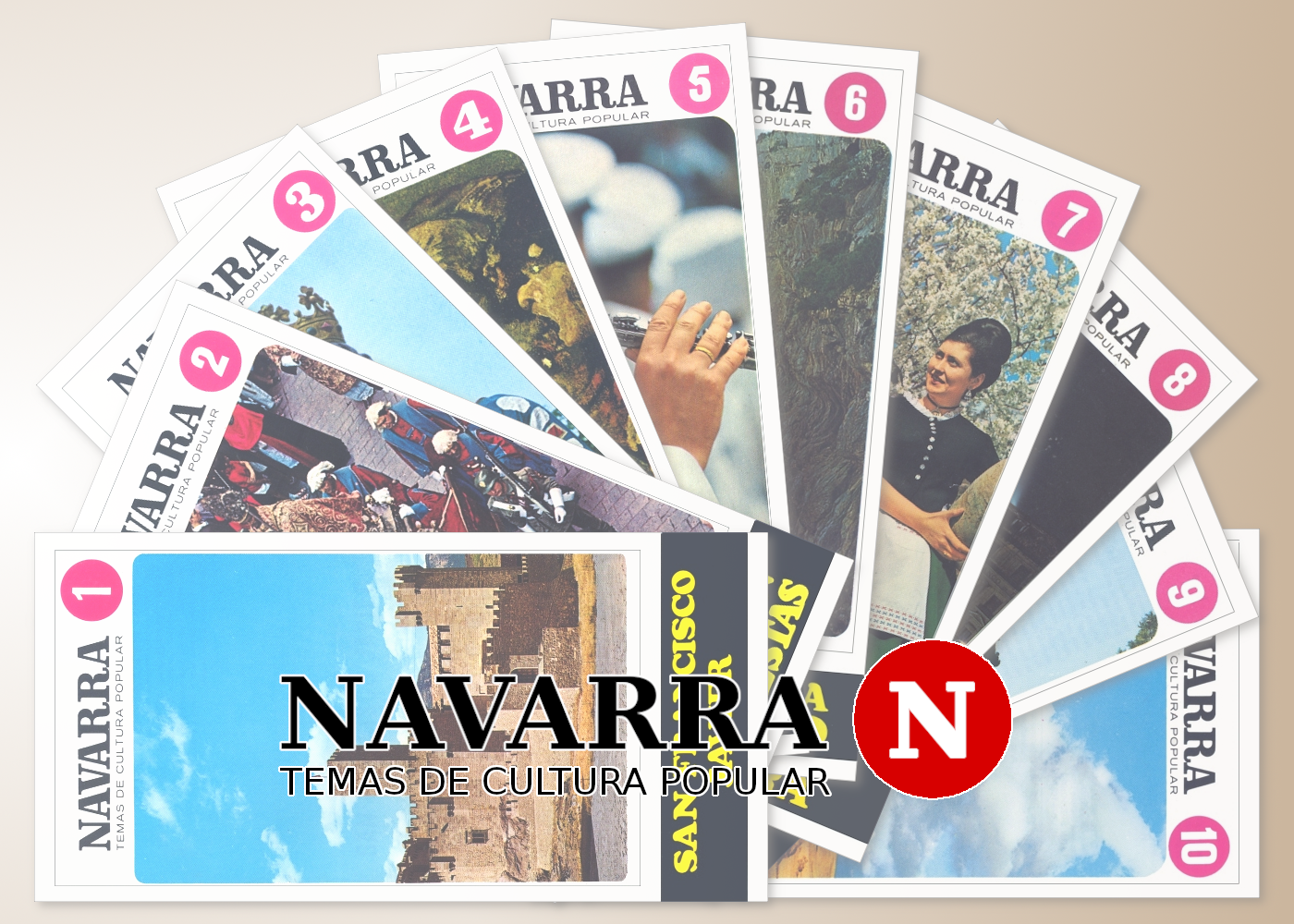
Navarra. Temas de Cultura Popular (primeras portadas)

### Culturales
Promovió la publicación de los 400 números de la colección de Navarra. Temas de Cultura Popular que él dirigió y donde escribió algunos de sus números.
Otras publicaciones sobre la cultura de Navarra fueron:
- 1962: Planificación turística de Navarra.
- 1964: Recursos turísticos de Navarra.
- 1964: Proyecto de ordenación turística del Camino de Santiago.
- 1977: El Pirineo navarro.
- 1978: Navarra.
- id.: Pamplona.
- id.: Olite.
- 1982: Guía de Navarra.

### Novela, teatro y poesía
Dentro de su faceta como escritor literario, algunas publicaciones fueron:
- 1942: El valle perdido.
- 1942: Huracán.
- 1951: Lo que buscamos.
- 1978: Llamada sin respuesta: género teatral.
- 2000: La Cruz del fuego.[17]
- 2000: Soliloquios: poesía.

### Historia
Con respecto a su labor como historiador publicó una relación de víctimas de la Guerra Civil en Navarra, que cifró en 232 ejecuciones judiciales y 446 sumarias, cuatro veces menos que las cifras oficiales, no incluyendo ni los que fueron registrados en los juzgados. Sin embargo, una vez que José María Jimeno Jurío ya había presentado un estudio más riguroso, Jaime del Burgo en su última obra, Historia de Navarra, mantuvo sus cifras.
Como historiador publicó varios libros sobre el carlismo y la guerra civil:
- 1946: La princesa de Beira y el viaje de Custine.
- 1953-1966 y 1978: Bibliografía de las guerras carlistas y de las luchas políticas del siglo XIX.
- 1967: La sucesión de Carlos II.
- 1970: Conspiración y guerra civil.
- 1978: Historia de Navarra. La lucha por la libertad.
- 1981: Para la historia de la primera guerra carlista. Comentarios y acotaciones a un manuscrito de la època 1834-1939. Pamplona, Institución Príncipe de Viana, ISBN 84-235-0515-4
- 1992. Historia General de Navarra desde los orígenes hasta nuestros días. Madrid, Rialp, ISBN 84-321-2905-4
- 1994: Carlos VII y su tiempo. Pamplona, Fundación Hernando de Larramendi, ISBN 84-235-1322-X
- 2003: Tras la huella de los Austrias.

## Premios y reconocimientos
- 1967: Premio Nacional de Literatura "Menéndez Pelayo" por su obra Bibliografía de las guerras carlistas y de las luchas políticas del siglo XIX.[18]
- 1997: Encomienda de la Orden Civil de Alfonso X el Sabio.